# Mytilida
Mytilida is een orde van de tweekleppigen.

## Taxonomie
De volgende taxa zijn bij de orde ingedeeld:
- † Superfamilie Modiolopsoidea P. Fischer, 1886
  -  † Familie Goniophorinidae Sánchez, 2006
  -  † Familie Modiolopsidae P. Fischer, 1886
- Superfamilie Mytiloidea Rafinesque, 1815
  - Familie Mytilidae Rafinesque, 1815